# Cuttoli-Corticchiato
Cuttoli-Corticchiato (kors. Cuttuli è Curtichjatu) – miejscowość i gmina we Francji, w regionie Korsyka, w departamencie Korsyka Południowa.
Według danych na rok 1990 gminę zamieszkiwało 1085 osób, a gęstość zaludnienia wynosiła 36 osób/km².